# 망간 건전지
망간 건전지는 일차 전지 중 하나로, 염화 암모늄(NH4Cl) 전해질 속에서 아연(Zn)과 이산화 망가니즈(MnO2) 사이의 전기 화학 반응으로 직류를 공급하는 건전지이다. 망간 건전지는 일반적으로 원통 모양으로 1.5볼트의 전압을 생성한다. 영어로는 아연-탄소 전지(zinc–carbon battery) 또는 탄소-아연 전지(carbon zinc battery)라고도 부른다.